# 天主教吉格默格卢尔教区
天主教吉格默格盧爾教區 （拉丁語：Dioecesis Chikmagalurensis）是羅馬天主教的一個教區，包括印度卡纳塔克邦中南部兩縣，受班加罗尔总教区管轄。
教區成立於1963年11月16日。2006年有教友36,819名，佔轄區總人口僅百分之1.2。由七十八名司鐸名管理三十四個堂區。現任教區主教為安多尼‧斯瓦米‧多默薩帕。